# Alberto Rodríguez (piłkarz)
Alberto Rodríguez Barrera (ur. 1 kwietnia 1974 w Meksyku) – meksykański piłkarz grający na pozycji środkowego obrońcy.

## Kariera klubowa
Karierę piłkarską Rodríguez rozpoczął w Meksyku, w tamtejszym klubie UNAM Pumas. W 1992 roku zadebiutował w jego barwach w meksykańskiej Primera División. W drużynie UNAM grał do 1994 roku bez sukcesów i wtedy też przeszedł do Pachuca CF. W 1996 roku wywalczył z tym klubem mistrzostwo Primera División A i awansował do Primera División. Latem 1997 odszedł do CF Monterrey, ale występował tam tylko przez fazę Verano i w 1998 roku powrócił do Pachuki. W 1999 roku został z nią mistrzem fazy Invierno, po raz pierwszy w karierze. W 2001 roku powtórzył ten sukces, a w 2002 zdobył Puchar Mistrzów CONCACAF (1:0 w finale z Monarcas Morelia). Z kolei w 2003 roku wywalczył z Pachucą mistrzostwo fazy Apertura.
Latem 2005 roku Alberto został zawodnikiem Cruz Azul i tym samym powrócił do rodzinnego Meksyku. W sezonie 2005/2006 był podstawowym zawodnikiem klubu, ale od początku sezonu 2006/2007 pełni rolę rezerwowego obrońcy. Jedynymi sukcesami osiągniętymi przez Rodrígueza z Cruz Azul są dwa Copa Pachuca w latach 2006 i 2007.

## Kariera reprezentacyjna
W reprezentacji Meksyku Rodríguez zadebiutował 11 kwietnia 2001 roku w wygranym 1:0 towarzyskim meczu z Chile. Rok później został powołany przez Javiera Aguirre do kadry na Mistrzostwa Świata 2002. Tam był rezerwowym i nie zagrał w żadnym spotkaniu. Ostatni mecz w kadrze narodowej rozegrał w 2005 roku, a łącznie wystąpił w niej 13 razy.